# Augustin Pajou

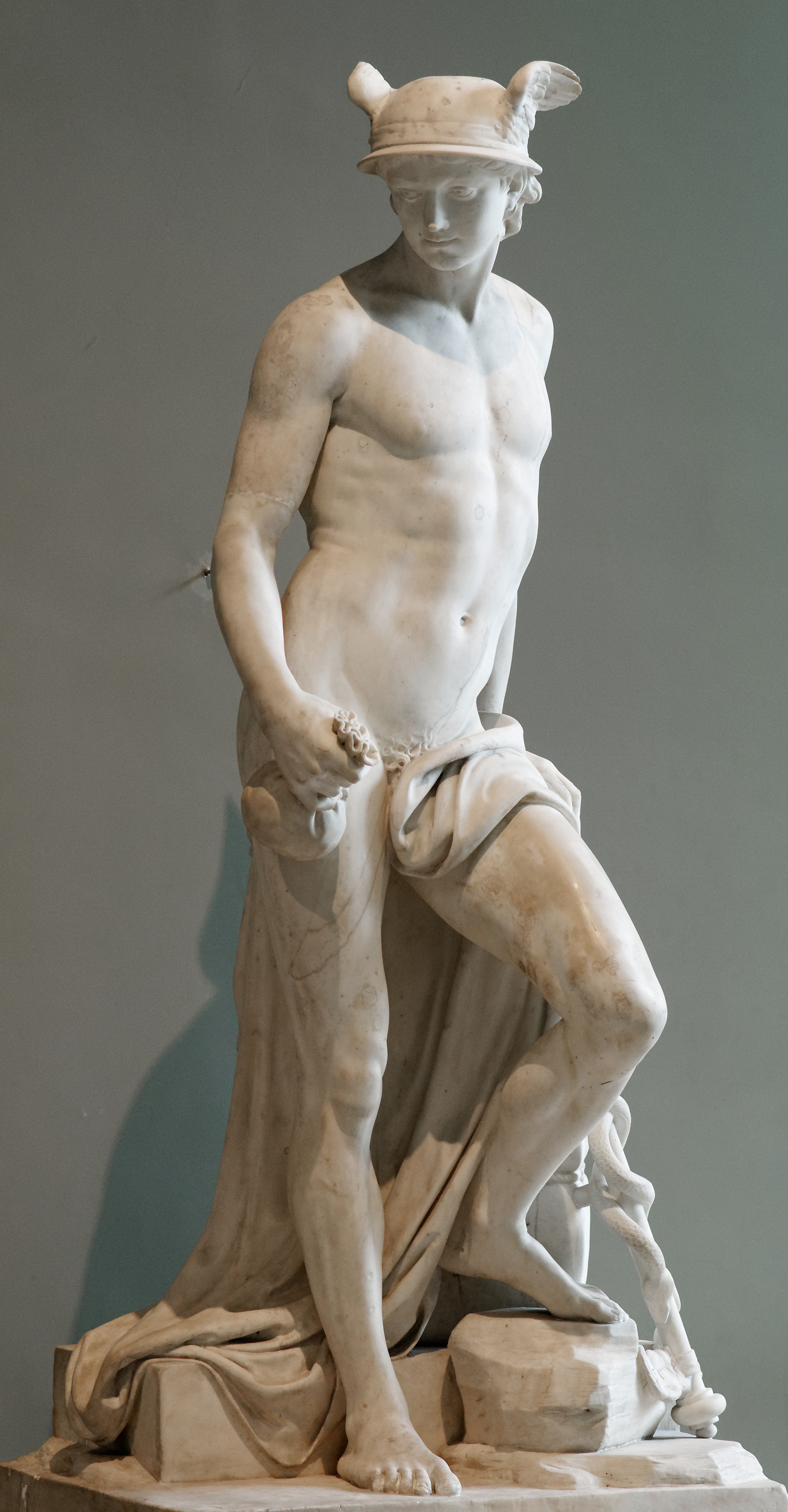
Merkúr c. szobra (Louvre)

Augustin Pajou [ejtsd: pazsu] (Párizs, 1730. szeptember 19. – Párizs, 1809. május 8.) francia szobrász, Jacques Augustin Catherine Pajou festő apja.

## Életútja
Jean-Baptiste Lemoyne tanítványa volt. 1748-ban elnyerte a Római-díjat, 12 évet töltött Olaszországban. Visszatérvén, 1760-ban Pluto és Cerberus márványcsoportja révén a Párizsi Művészeti Akadémia tagja lett. XV. és XVI. Lajos uralkodása alatt nagy kegyben állott és számos művet készített Jeanne du Barry asszony számára.